# ساحل العاج في الألعاب الأولمبية الصيفية 2016

علم ساحل العاج.

نافست ساحل العاج في دورة الألعاب الأولمبية الصيفية 2016 في ريو دي جانيرو، البرازيل، من 05-21 أغسطس 2016.
وكان هذا الظهور الرابع عشر للبلاد في دورة الألعاب الاولمبية، ماعدا دورة الألعاب الأولمبية الصيفية 1980 في موسكو بسبب الحرب السوفيتية على أفغانستان.